# Aeródromo El Salto
El Aeródromo El Salto (OACI: SCEO), es un terminal aéreo ubicado junto a la ciudad de Parral, Provincia de Linares, Región del Maule, Chile. Es de propiedad privada.